# Periophthalmus barbarus
Periophthalmus barbarus är en fiskart som först beskrevs av Carl von Linné 1766.  Periophthalmus barbarus ingår i släktet Periophthalmus och familjen smörbultsfiskar. IUCN kategoriserar arten globalt som livskraftig. Inga underarter finns listade i Catalogue of Life.